# Muhammed Arif
Muhammed Arif (* 10. Januar 1937 in Pakistan) ist ein pakistanischer Richter.
Arif war von 1995 bis 1996 Bundesjustizminister (federal law secretary) und wurde 1997 zum Richter am Obersten Gerichtshof Pakistans ernannt (1998–2002). Anfang Januar 2002 erreichte er das Renteneintrittsalter, er wurde noch 2001 zum Obersten Richter (Chief Justice of the Gambia) in Gambia ernannt. Dieses Amt übte er bis 2003 aus.